# Final da Taça Guanabara de 2007
A final da Taça Guanabara de 2007 definiu o campeão do primeiro turno e o primeiro finalista do Campeonato Carioca de 2007. Foi decidida por Flamengo e Madureira em duas partidas disputadas no Maracanã.

## Campanhas
|  | Flamengo  | 5 | 3 | 2 | 0 | 9 | 4 | +5 |
|  | Madureira | 5 | 3 | 1 | 1 | 9 | 8 | +1 |

## A Final
O ano é 2007, no Maracanã, e o Flamengo tem o Madureira como adversário. Depois de perder o primeiro jogo por 1 a 0, o Rubro-Negro vence 4 a 1 na volta e fica com o título. Além de Renato, outros dois jogadores do grupo atual participaram daquele confronto: o lateral-direito Léo Moura e o zagueiro Ronaldo Angelim.
Para Renato foi especial. Vaiado na partida de ida, o camisa 11 jogou com raiva e mostrou a raça que fez dele um ídolo da torcida. Ainda marcou um gol de pênalti, o último daquele confronto. Souza, duas vezes, e Renato Augusto também marcaram. Quatro anos depois, Renato tem dificuldade para lembrar de todos os detalhes, mas logo conta a forma curiosa que escolheu para comemorar.
- Não lembro da comemoração, não. Espera aí. Ah, sim, verdade. Foi uma coisa combinada com o Diego (goleiro reserva, que hoje está no Ceará). Na época, pedi para ele segurar um meião de um amigo meu. Se fizesse o gol, usaria aquilo ali (na cabeça). Estava limpo, lavado (risos). Foi uma comemoração bem legal. Tenho um quadro em casa com aquela foto.
A final da Taça Guanabara de 2007 teve a marca da polêmica. Antes do segundo jogo, o meia Djair (ex-Bota, Flu e Fla) comparou a equipe da Gávea a um time de totó, durante participação no programa “Bem, Amigos!”, do SporTV. Na época, o técnico Ney Franco usou o comentário do jogador na preleção para motivar o grupo. Funcionou.
Depois da decisão, jogadores das duas equipes trocaram empurrões e xingamentos dentro de campo. A confusão teria começado quando o goleiro Bruno passou pelo banco de reservas do Tricolor suburbano fazendo provocações. Na época, Alfredo Sampaio disse que Djair fora mal-interpretado. Por sua vez, os rubro-negros cobraram respeito.
.

### Primeiro partida
| 4 de março | Madureira  | 1 – 0 | Flamengo | Maracanã, Rio de Janeiro                           |
|            | Maicon 73' |       |          | Público: 38 226 Árbitro: RJ Marcelo Venito Pacheco |

| G               | 1  | Everton       |     |                                   |
| LD              | 2  | Claudemir     |     |                                   |
| Z               | 3  | Amarildo      | 26' |                                   |
| Z               | 2  | Léo Fortunato |     |                                   |
| Z               | 5  | Odvan         |     |                                   |
| LE              | 6  | André Paulino | 63' |                                   |
| M               | 7  | José Augusto  |     | 81'                               |
| M               | 8  | Djair         |     | 67'                               |
| M               | 10 | Maicon        |     |                                   |
| A               | 11 | Valdir Papel  |     | 45'                               |
| A               | 19 | Marcelo       | 24' | Penalizado · Penalizado · Expulso |
| Substituições:  |    |               |     |                                   |
| G               | 12 | Jeferson      |     |                                   |
| Z               | 13 | Marcilio      |     |                                   |
| A               | 14 | Neto          |     | 67'                               |
| M               | 15 | Wagner        |     | 81'                               |
| M               | 16 | Daniel        |     |                                   |
| A               | 17 | Assumpção     |     |                                   |
| A               | 18 | Fábio Júnior  |     | 45'                               |
| Treinador:      |    |               |     |                                   |
| Alfredo Sampaio |    |               |     |                                   |

| G              | 1  | Bruno            |                                   |
| LD             | 2  | Léo Moura        |                                   |
| Z              | 3  | Moisés           | Penalizado · Penalizado · Expulso |
| Z              | 4  | Irineu           |                                   |
| LE             | 6  | Juan             |                                   |
| V              | 8  | Claiton          |                                   |
| V              | 5  | Paulinho         | 90'                               |
| M              | 11 | Renato           |                                   |
| M              | 10 | Renato Augusto   |                                   |
| A              | 18 | Roni             |                                   |
| A              | 9  | Souza            |                                   |
| Substituições: |    |                  |                                   |
| G              | 12 | Diego            |                                   |
| Z              | 13 | Luizinho         |                                   |
| V              | 20 | Jaílton          |                                   |
| Z              | 18 | Leonardo         |                                   |
| Z              | 21 | Ronaldo Angelim  |                                   |
| A              | 22 | Leandro Salino   |                                   |
| A              | 23 | Juninho Paulista |                                   |
| Treinador:     |    |                  |                                   |
| Ney Franco     |    |                  |                                   |

### Segunda partida
| 7 de março | Flamengo                                             | 4 – 1 | Madureira        | Estádio do Maracanã, Rio de Janeiro                  |
|            | Souza 1', 8' · Renato Augusto 13' · Renato 82' (pen) |       | Léo Fortunato 3' | Público: 57 508 Árbitro: RJ Marcelo de Lima Henrique |

| G              | 1  | Bruno            |     |     |
| LD             | 2  | Léo Moura        |     |     |
| Z              | 21 | Ronaldo Angelim  |     |     |
| Z              | 4  | Irineu           |     |     |
| LE             | 6  | Juan             |     |     |
| V              | 8  | Claiton          | 22' | 80' |
| V              | 5  | Paulinho         |     |     |
| M              | 11 | Renato           | 88' |     |
| M              | 10 | Renato Augusto   |     | 73' |
| A              | 17 | Roni             |     | 90' |
| A              | 9  | Souza            | 21' |     |
| Substituições: |    |                  |     |     |
| G              | 12 | Diego            |     |     |
| Z              | 13 | Luizinho         |     |     |
| V              | 20 | Jaílton          |     |     |
| Z              | 18 | Leonardo         |     | 90' |
| Z              | 16 | Thiago           |     |     |
| A              | 22 | Leandro Salino   |     | 80' |
| A              | 23 | Juninho Paulista |     | 73' |
| Treinador:     |    |                  |     |     |
| Ney Franco     |    |                  |     |     |

| G               | 1  | Everton       |     |     |
| LD              | 4  | Claudemir     |     |     |
| Z               | 3  | Amarildo      |     |     |
| Z               | 2  | Léo Fortunato |     |     |
| Z               | 5  | Odvan         | 81' |     |
| LE              | 6  | André Paulino |     |     |
| M               | 7  | José Augusto  |     |     |
| M               | 8  | Djair         | 58' |     |
| M               | 10 | Maicon        | 40' | 84' |
| A               | 11 | Neto          |     | 25' |
| A               | 20 | Fábio Júnior  |     | 76' |
| Substituições:  |    |               |     |     |
| G               | 12 | Jeferson      |     |     |
| Z               | 13 | Marcilio      |     |     |
| Z               | 16 | Alan          |     | 84' |
| M               | 14 | Wagner        |     |     |
| M               | 15 | Daniel        |     |     |
| A               | 17 | Assumpção     |     | 76' |
| A               | 18 | Josimar       | 60' | 25' |
| Treinador:      |    |               |     |     |
| Alfredo Sampaio |    |               |     |     |